# 磨西镇
磨西镇（藏語：འབོ་ཞབས་གྲོང་རྡལ།，威利转写：'bo zhabs grong rdal），舊稱磨西面，位于中国四川省甘孜藏族自治州泸定县中部，贡嘎山东麓，海拔约1600米。“磨西”为古羌语，意为“宝地”。
磨西镇属于海螺沟景区管理局管理，是进入海螺沟的旅游接待基地和入口。距成都约304公里，距泸定县城52公里，距康定约70公里。

## 行政区划
磨西镇下辖以下地区：
磨西街道社区、咱地村、大乌科村、堡子村、杉树坪村、柏秧坪村、杉树村、牛坪村、磨岗岭村、龙坝尾村、蔡阳坪村和青冈坪村。